# 刘丽芬
刘丽芬（1972年10月—），内蒙古土右旗人，汉族，中国共产党党员。中华人民共和国政治人物、第十三届全国人民代表大会内蒙古地区代表。内蒙古蒙西水泥股份有限公司质量首席专家、化验室主任。

## 生平
1994年，進入蒙西水泥厂工作。
1999年，劉麗芬到物理組凝結崗工作。
2007年，劉麗芬被聘爲水泥廠技術員。
2008年被聘為蒙西水泥股份有限公司化验室主任。
2018年2月24日，当选为第十三届全国人大代表。

## 所獲榮譽
- 2010 年榮獲自治區 “勞動模範” 榮譽稱號。[6]
- 2015年，獲「全国劳动模范」称号[3]。
- 2018年4月，獲“北疆工匠”称号[3]。